# 新加坡岛
新加坡岛（英語：Singapore Island）是东南亚岛国新加坡共和国的主岛，長寬約50公里乘以26公里，面积约710平方公里。新加坡岛位于马来半岛南端，毗邻马六甲海峡南口，南隔新加坡海峡与印尼廖内群岛相望，北有柔佛海峡与马来半岛相隔。

## 历史
据新加坡学者许云樵在1960至70年代的考证，汉文古籍中蒲罗中就是原马来人中的马来语Pulau Ujong 的对音；Pulao Ujong 意指半岛尽头的岛屿-新加坡岛，蒲罗中即新加坡岛最早的名称，比淡马锡早一千多年。
东吴孙权时期交广刺史吕岱于赤乌六年（243年）遣宣化从事朱应、中郎康泰南宣国化。康泰于归国后著《吴时外国传》。此书是古代南海最早的地志专书。《吴时外国传》关于蒲罗中的记载有两条：
拘利正东行，极崎头海边有居人，人皆有尾五六寸，名蒲罗中国，其俗食人
拘利东有蒲罗中国，人皆有尾，长五六寸，其俗食人。按其地并西南蒲罗，盖尾浦之地名
三世纪时新加坡岛已经有野人居住。《吴时外国传》蒲罗中条提到的有尾巴的野人在新加坡已经绝迹，但在菲律宾吕宋高山省的素米特村的文督人中还存在。马来半岛古时也确有食人族，今新加坡博物馆内还保留一个被烤食后的人骨化石：